# Gran Premio de Austria de Motociclismo de 1975
El Gran Premio de Austria de Motociclismo de 1975 fue la tercera prueba de la temporada 1975 del Campeonato Mundial de Motociclismo. El Gran Premio se disputó el 4 de mayo de 1975 en el circuito de Salzburgring.

## Resultados 500cc
La victoria de la carrera de la categoría reina cayó en manos del japonés Hideo Kanaya. No completaron la carrera grandes candidatos al título como Giacomo Agostini o Barry Sheene pero sí Teuvo Länsivuori o Phil Read, segundo y tercero respectivamente.
| Pos. | Piloto               | Equipo          | Tiempo      | Pts. |
| ---- | -------------------- | --------------- | ----------- | ---- |
| 1    | Hideo Kanaya         | Yamaha          | 59' 53" 44  | 15   |
| 2    | Teuvo Länsivuori     | Suzuki          | +11" 62     | 12   |
| 3    | Phil Read            | MV Agusta       | +22" 97     | 10   |
| 4    | Armando Toracca      | MV Agusta       | +50" 57     | 8    |
| 5    | Horst Lahfeld        | König           | +1 Vuelta   | 6    |
| 6    | Dieter Braun         | Yamaha          | +1 Vuelta   | 5    |
| 7    | Karl Auer            | Yamaha          | +1 Vuelta   | 4    |
| 8    | Tom Herron           | Yamaha          | +1 Vuelta   | 3    |
| 9    | Alex George          | Yamaha          | +1 Vuelta   | 2    |
| 10   | Thierry Tchernine    | Yamaha          | +2 Vueltas  | 1    |
| 11   | Charlie Williams     | Maxton-Yamaha   | +2 Vueltas  |      |
| 12   | Reinhard Hiller      | König           | +2 Vueltas  |      |
| 13   | Helmut Kassner       | Yamaha          | +2 Vueltas  |      |
| 14   | Alfred Bahjohr       | König           | +3 Vueltas  |      |
| 15   | Hans Braumandl       | Yamaha          | +3 Vueltas  |      |
| 16   | Boet van Dulmen      | Yamaha          | +3 Vueltas  |      |
| 17   | Frank Fellmann       | König           | +4 Vueltas  |      |
| 18   | Edmund Czihak        | König           | +4 Vueltas  |      |
| 19   | Max Wiener           | Rotax           | +5 Vueltas  |      |
| 20   | Peter Baláž          | Yamaha          | +5 Vueltas  |      |
| 21   | Walter Kaletsch      | Yamaha          | +22 Vueltas |      |
| Ret  | Patrick Pons         | Yamaha          | Ret         |      |
| Ret  | Jack Findlay         | Yamaha          | Ret         |      |
| Ret  | Stan Woods           | Suzuki          | Ret         |      |
| Ret  | John Williams        | Yamaha          | Ret         |      |
| Ret  | Hans Stadelmann      | Yamaha          | Ret         |      |
| Ret  | Giacomo Agostini     | Yamaha          | Ret         |      |
| Ret  | Ernst Hiller         | König           | Ret         |      |
| Ret  | Gary Scott           | Harley-Davidson | Ret         |      |
| Ret  | Víctor Palomo        | Yamaha          | Ret         |      |
| Ret  | Franz Laimböck       | Yamaha          | Ret         |      |
| Ret  | Eduardo Celso-Santos | Yamaha          | Ret         |      |
| Ret  | Michael Schmid       | Rotax           | Ret         |      |
| Ret  | Chas Mortimer        | Maxton-Yamaha   | Ret         |      |
| Ret  | Steve Ellis          | Yamaha          | Ret         |      |
| Ret  | John Newbold         | Suzuki          | Ret         |      |
| DNS  | Barry Sheene         | Suzuki          | DNS         |      |

## Resultados 350cc
Fin de semana redonda para el nipón Hideo Kanaya, que se adjudica también la prueba de 350cc. Como en la categoría reina, hombres como Giacomo Agostini o Johnny Cecotto se vieron obligados a abandonar por problemas mecánicos. Uno de ellos, el español Víctor Palomo abandonó en la última vuelta cuando iba en segundo lugar.
| Pos. | Piloto               | Moto          | Tiempo     | Pts. |
| ---- | -------------------- | ------------- | ---------- | ---- |
| 1    | Hideo Kanaya         | Yamaha        | 50' 03" 71 | 15   |
| 2    | Jon Ekerold          | Yamaha        | +25" 66    | 12   |
| 3    | Eduardo Celso-Santos | Yamaha        | +34" 78    | 10   |
| 4    | Philippe Coulon      | Yamaha        | +57" 29    | 8    |
| 5    | Patrick Pons         | Yamaha        | +57" 71    | 6    |
| 6    | Anton Mang           | SMZ           | +58" 08    | 5    |
| 7    | Gérard Choukroun     | Yamaha        | +58" 25    | 4    |
| 8    | Hans Stadelmann      | Yamaha        | +1' 15" 87 | 3    |
| 9    | Pentti Korhonen      | Yamaha        | +1' 18" 58 | 2    |
| 10   | Max Wiener           | Yamaha        | +1 Vuelta  | 1    |
| 11   | Boet van Dulmen      | Yamaha        | +1 Vuelta  |      |
| 12   | Franz Weidacher      | Yamaha        | +1 Vuelta  |      |
| 13   | Gyula Marsovszky     | Yamaha        | +1 Vuelta  |      |
| 14   | Johann Patzer        | Yamaha        | +1 Vuelta  |      |
| 15   | Roland Weiss         | Yamaha        | +1 Vuelta  |      |
| 16   | Werner Schmid        | Yamaha        | +1 Vuelta  |      |
| Ret  | Johnny Cecotto       | Yamaha        | Ret        |      |
| Ret  | János Drapál         | Yamaha        | Ret        |      |
| Ret  | John Williams        | Yamaha        | Ret        |      |
| Ret  | Edmar Ferreira       | Yamaha        | Ret        |      |
| Ret  | Werner Fagerer       | Yamaha        | Ret        |      |
| Ret  | Chas Mortimer        | Maxton-Yamaha | Ret        |      |
| Ret  | Peter McKinley       | Yamaha        | Ret        |      |
| Ret  | Olivier Chevallier   | Yamaha        | Ret        |      |
| Ret  | Dieter Braun         | Yamaha        | Ret        |      |
| Ret  | Tom Herron           | Yamaha        | Ret        |      |
| Ret  | Bruno Kneubühler     | Yamaha        | Ret        |      |
| Ret  | Jack Findlay         | Yamaha        | Ret        |      |
| Ret  | Víctor Palomo        | SMAC-Yamaha   | Ret        |      |
| Ret  | Giacomo Agostini     | Yamaha        | Ret        |      |
| Ret  | Helmut Kassner       | Yamaha        | Ret        |      |
| Ret  | Charlie Williams     | Yamaha        | Ret        |      |
| Ret  | Tapio Virtanen       | MZ            | Ret        |      |

## Resultados 125cc
En el octavo de litro, las Morbidelli se mostraron intratables en este inicio de temporada. Los italianos Pier Paolo Bianchi y Paolo Pileri sacaron más de treinta segundos respecto al tercer clasificado, el holandés Henk van Kessel.
| Pos. | Piloto             | Moto       | Tiempo     | Pts. |
| ---- | ------------------ | ---------- | ---------- | ---- |
| 1    | Paolo Pileri       | Morbidelli | 47' 31" 31 | 15   |
| 2    | Pier Paolo Bianchi | Morbidelli | +0" 39     | 12   |
| 3    | Henk van Kessel    | AGV-Condor | +32" 02    | 10   |
| 4    | Kent Andersson     | Yamaha     | +32" 32    | 8    |
| 5    | Leif Gustafsson    | Yamaha     | +41" 87    | 6    |
| 6    | Bruno Kneubühler   | Yamaha     | +1' 28" 2  | 5    |
| 7    | Patrick Fernandez  | Yamaha     | +1 Vuelta  | 4    |
| 8    | Horst Seel         | Seel-Maico | +1 Vuelta  | 3    |
| 9    | Johann Zemsauer    | Rotax      | +1 Vuelta  | 2    |
| 10   | Hans Müller        | Yamaha     | +1 Vuelta  | 1    |
| 11   | Aldo Pero          | Yamaha     | +2 Vueltas |      |
| 12   | Pentti Salonen     | Yamaha     |            |      |
| 13   | Seppo Kangasniemi  | Yamaha     |            |      |
| 14   | Ernst Fagerer      | Maico      |            |      |
| 15   | Franz Leitner      | Maico      |            |      |
| 16   | Michael Fahrmeir   | Yamaha     |            |      |
| 17   | Harry Hoffmann     | Maico      |            |      |
| 18   | László Szabó jr.   | MZ         |            |      |
| 19   | Walter Winkler     | Yamaha     |            |      |
| 20   | Jiri Kopitar       | Maico      |            |      |
| Ret  | Peter Frohnmeyer   | Maico      | Ret        |      |
| Ret  | Gert Bender        | Bender     | Ret        |      |
| Ret  | Thierry Tchernine  | Yamaha     | Ret        |      |
| Ret  | Herbert Rittberger | Yamaha     | Ret        |      |
| Ret  | Cees van Dongen    | Yamaha     | Ret        |      |
| Ret  | Hans-Jürgen Hummel | Yamaha     | Ret        |      |
| Ret  | Harald Bartol      | Suzuki     | Ret        |      |
| Ret  | Géza Repitz        | MZ         | Ret        |      |
| Ret  | Eugenio Lazzarini  | Piovaticci | Ret        |      |